# Рейс Аерофлоту 1661
Рейс Аерофлоту 1661 — пасажирський рейс Ан-24, який зазнав аварії через 25 хвилин після зльоту з аеропорту Толмачево 1 квітня 1970 року. Усі 45 людей, які знаходились на борту, загинули. Розслідування виявило, що Антонов зіткнувся з радіозондом, що спричинило втрату контролю.

## Аварія
Рейс 1661 був регулярним внутрішнім рейсом з Новосибірська до Братська, РСФСР, із проміжною зупинкою в Красноярську. О 03:42 за місцевим часом Ан-24 вилетів з аеропорту Толмачево зі злітно-посадкової смуги № 25 у напрямку 251°. Незабаром після зльоту літак здійснив поворот ліворуч і о 03:53 зв'язався з органами керування повітряним рухом (КПР), повідомивши про набір висоти 4200 м. Потім вони отримали дозвіл для подальшого підйому на 6000 метрів. О 04:10 КПР намагався зв'язатися з рейсом, але подальших передач не надходило.
На відстані 131 км від Толмачево, піднімаючись через відмітку 5400 метрів, головний обтікач літака зіткнувся з радіозондом, від чого було знищено метеорологічний радар та пошкоджено кабіну. Неконтрольований борт різко підняв носа і почав стрімко спускатися вниз. На висоті 2000 м і швидкості 700 км/год крило і горизонтальний стабілізатор відірвалися від літака через екстремальні аеродинамічні сили, що вийшли за межі допустимих конструкцією літака. Фюзеляж пролетів 2,5 км, після чого вдарився об землю зі швидкістю 300 км/год та вертикальною швидкістю 60 м/сек. Політ тривав 25 хвилин 25 секунд, місце катастрофи було в полі приблизно за 142 км від аеропорту Толмачево.

## Літаки
Ан-24 мав серійний номер 79901204 і зареєстрований як АТС-47751 в Аерофлоті. Авіалайнер було створено 1967 року і на момент падіння він мав 3975 годин польоту з 3832 циклами зльоту і посадки.

## Розслідування
Слідчі, які досліджували місце катастрофи, виявили незвичні пошкодження обтікання та конструкції носа літака та помітили, що значна частина лобового скла відсутня. Серед уламків також були знайдені частини двох радіозондів того типу, які тоді використовували Федеральною службою з гідрометеорології та моніторингу навколишнього середовища РСФСР для моніторингу метеорологічних умов. Також слідчі виявили частини носового конуса літака за 6 км від місця катастрофи. Це свідчило про зіткнення з твердим предметом. Чиновники дійшли висновку, що аварія сталася внаслідок зіткнення в польоті з стороннім предметом (радіозонд або аеростат).